# Saphobius edwardsi
Saphobius edwardsi är en skalbaggsart som beskrevs av Sharp 1873. Saphobius edwardsi ingår i släktet Saphobius och familjen bladhorningar. Inga underarter finns listade i Catalogue of Life.